# Albert Subirats
Albert Subirats Altes (Valencia, 25 settembre 1986) è un ex nuotatore venezuelano, primo nuotatore del suo paese a vincere una medaglia ai campionati mondiali di nuoto.

## Biografia
Nato da genitori di origini catalane iniziò col nuoto all'età di 13 anni, prima di ottenere una borsa di studio per l'Università dell'Arizona, dove diretto da Frank Busch perfezionò la sua tecnica  e dove era conosciuto con il soprannome "El Tornado". Le gare  preferite dove ha ottenuto i migliori risultati sono i 50 e i 100 delfino, ma ha ottenuto buoni risultati anche nel dorso e nello stile libero.
La sua prima importante medaglia la vinse ai Campionati mondiali di nuoto in vasca corta 2006, dove arrivò secondo nei 100 delfino, mentre l'anno dopo, ai campionati mondiali di nuoto che si disputarono a Melbourne, vince il bronzo sempre nei 100 delfino. Pochi mesi più tardi, sempre nel 2007 vinse altri 2 bronzi ai XV Giochi panamericani di Rio de Janeiro, nei 100 delfino e nella staffetta 4x100 stile libero.
Ai Giochi olimpici di Pechino, dopo aver vinto la propria batteria col tempo di 51"71, viene eliminato in semifinale peggiorando il suo tempo e classificandosi undicesimo nei 100 delfino.
Nel 2009 Subirats batté i record venezuelani in 5 specialità, nei 100 stile, nei 50 e 100 delfino e nei 50 e 100 dorso, ai mondiali di nuoto di Roma in semifinale stabilisce il nuovo record sudamericano sui 100 farfalla con il tempo di 50"65, che è rimasto imbattutto, nonostante in finale rimase giù dal podio, arrivando quarto nella gara vinta da Michael Phelps che stabilì anche il record del mondo con 49"82.
Il 2010 è un anno intenso in cui Subirats ottiene numerosi successi, ad iniziare dalla medaglia d'oro ai mondiali in vasca corta di Dubai.  Essendo venezuelano partecipa poi sia ai Giochi sudamericani di Medellín, sia ai Giochi centramericani e caraibici che si disputarono a Mayagüez, in Porto Rico, facendo incetta di medaglie nelle varie specialità alle quali ha partecipò. A Medellin Subirats vinse 3 medaglie d'oro (50 e 100 delfino e 4x100 sl), una d'argento e una di bronzo, mentre ai Giochi centroamericani vinse ben 5 gare; 100 dorso, 100 stile, 100 delfino e le staffette 4x100 sl e 4x100 mista, oltre a 2 argenti (50 sl e 50 delfino) e un bronzo (50 dorso).
Nel 2011 limita la sua partecipazione ai Giochi panamericani che si svolgono a Guadalajara, in Messico, dove vince la medaglia d'oro nei 100 farfalla e la medaglia d'argento nella staffetta 4x100 stile libero.

## Palmarès
- Mondiali

Melbourne 2007: bronzo nei 100m farfalla.
- Mondiali in vasca corta

Shanghai 2006: argento nei 100m farfalla.
Dubai 2010: oro nei 50m farfalla e argento nei 100m farfalla.
- Giochi sudamericani

Belem 2002: oro nei 100m sl e nei 400m sl, argento nella 4x100m sl e nella 4x100m misti e bronzo nei 200m sl.
Medellin 2010: oro nei 50m farfalla, nei 100m farfalla, nella 4x100m sl e nella 4x200m sl, argento nella 4x100m misti e bronzo nei 100m dorso.
Santiago 2014: oro nei 100m dorso e nei 100m farfalla, bronzo nei 100m sl, nella 4x100m sl e nella 4x100m misti.
- Giochi Panamericani

Rio de Janeiro 2007: bronzo nei 100m farfalla e nella 4x100m sl.
Guadalajara 2011: oro nei 100m farfalla e bronzo nella 4x100m sl.